# Saint Philip, Barbados
Xã Saint Philip là một đơn vị hành chính của Barbados. Xã nằm ở đông nam của đất nước. St. Philip là xã có diện tích lớn nhất trong 11 xã của Barbados và có một vùng đồng bằng có độ cao gần với mực nước biển. 

## Vị trí
- Saint George - Tây bắc
- Saint John - Bắc
- Christ Church - Tây